# Sroczek zmienny
Sroczek zmienny (Copsychus saularis) – gatunek ptaka z rodziny muchołówkowatych (Muscicapidae). Występuje w obszarach tropikalnych południowej Azji, od Pakistanu, Indii i Sri Lanki, do Indonezji, Indochin oraz południowych i wschodnich Chin. Nie jest zagrożony.

## Systematyka
Obecnie wyróżnia się 7 podgatunków C. saularis:
- sroczek zmienny[4] (C. saularis saularis) (Linnaeus, 1758) – północno-wschodni Pakistan i Indie do południowych i wschodnich Chin, wyspa Hajnan (południowo-wschodnie Chiny), Tajlandia i Indochiny. Obejmuje proponowane, lecz nieuznawane obecnie taksony erimelas i prosthopellus.
- C. saularis ceylonensis P. L. Sclater, 1861 – południowe Indie i Sri Lanka.
- C. saularis andamanensis A. O. Hume, 1874 – Andamany.
- C. saularis musicus (Raffles, 1822) – Półwysep Malajski, Sumatra (oraz sąsiednie wyspy Simeulue, Nias, Batu, Mentawai, Belitung i Bangka), zachodnia Jawa oraz południowe i zachodnie Borneo. Obejmuje proponowane, lecz nieuznawane obecnie taksony zacnecus, nesiarchus, masculus i pagiensis.
- sroczek czarnobrzuchy[4] (C. saularis amoenus) (Horsfield, 1821) – wschodnia Jawa i Bali.
- C. saularis adamsi Elliot, 1890 – północne Borneo i Banggi.
- C. saularis pluto Bonaparte, 1850 – Maratua, wschodnie i południowo-wschodnie Borneo.

Do niedawna za podgatunek C. saularis uznawano też zamieszkującego Filipiny sroczka czarnosternego (C. mindanensis).

## Morfologia
Długość ciała 19–21 cm; masa ciała 29–51,3 g.
Samiec ma lśniący niebieskoczarny grzbiet, głowę, gardło i górną część piersi. Reszta spodu ciała biała. Długi, czarny ogon, ale zewnętrzne sterówki białe. Skrzydła czarne z dwoma długimi, białymi paskami skrzydłowymi. Dziób czarny, oczy ciemne, a nogi i stopy czarniawe. Tam gdzie samiec ma ubarwienie czarne, samica jest matowociemnoszara.

## Status
IUCN uznaje sroczka zmiennego za gatunek najmniejszej troski (LC, Least Concern). Liczebność światowej populacji nie została oszacowana, ale ptak ten opisywany jest zazwyczaj jako pospolity. Ze względu na brak dowodów na spadki liczebności bądź istotne zagrożenia dla gatunku BirdLife International uznaje trend liczebności populacji za stabilny.